# Eois basaliata
Eois basaliata là một loài bướm đêm trong họ Geometridae.